# Sainte-Lucie aux Jeux olympiques d'été de 2008
Sainte-Lucie participe aux Jeux olympiques d'été de 2008 à Pékin.

## Athlètes engagés
Wack Alexandre, Koch Sylvain, Cataldo Eric, Muller Vincent, Smidt Sacha, Sotgiu Lionel, DINLER Erdi, Soso Meziane (capitaine et meilleur buteur)  Didier Behr (coach)

### Athlétisme

#### Hommes
| Épreuve          | Athlète         | Séries   | Séries | Quarts de finale | Quarts de finale | Demi-finales | Demi-finales | Finale   | Finale |
| Épreuve          | Athlète         | Résultat | Rang   | Résultat         | Rang             | Résultat     | Rang         | Résultat | Rang   |
| ---------------- | --------------- | -------- | ------ | ---------------- | ---------------- | ------------ | ------------ | -------- | ------ |
| Saut à la perche | Dominic Johnson | 5,30m    | 17e    | -                | -                | -            | -            | -        | -      |

#### Femmes
| Epreuve           | Athlète         | Séries   | Séries | Quarts de finale | Quarts de finale | Demi-finales | Demi-finales | Finale   | Finale |
| Epreuve           | Athlète         | Résultat | Rang   | Résultat         | Rang             | Résultat     | Rang         | Résultat | Rang   |
| ----------------- | --------------- | -------- | ------ | ---------------- | ---------------- | ------------ | ------------ | -------- | ------ |
| Saut en hauteur   | Levern Spencer  | 1,85m    | 14e    | -                | -                | -            | -            | -        | -      |
| Lancer du javelot | Erma-Gene Evans | 56,10m   | 15e    | -                | -                | -            | -            | -        | -      |

## Liste des médaillés

### Médailles d'Or
| Sport            | Discipline | Sportifs | Performance |
| Médailles d'or : |            |          |             |

### Médailles de Argant
| Sport                | Discipline | Sportifs | Performance |
| Médailles d'argent : |            |          |             |

### Médailles de Bronze
| Sport                                | Discipline | Sportifs | Performance |
| Médailles de bronze : Vincent Muller |            |          |             |